# Ulica Kwaśna we Wrocławiu
Ulica Kwaśna – ulica położona we Wrocławiu, łącząca ulicę Grochową z ulicą Kruczą na osiedlu Gajowice, w dawnej dzielnicy Fabryczna. Ulica ma 484 m długości. Przebiega częściowo w obrębie dzielnicy Południe podlegającej ochronie w ramach gminnej ewidencji zabytków jako zespół urbanistyczny. Ponadto przy końcowym odcinku ulicy i w najbliższym otoczeniu położone są budynki również ujęte w przedmiotowej ewidencji zbudowane w latach 1926–1931 w ramach osiedla robotniczego. Po południowo-wschodniej stronie ulicy rozpościera się teren dawnego Parku przy Kwaśnym Źródle, a przy innym odcinku ulicy po stronie północno-zachodniej teren ROD Gajowice. W pozostałym zakresie w jej otoczeniu znajduje się zabudowa osiedla mieszkaniowego Gajowice z lat 60. i 70. XX wieku.

## Historia
Teren przez który przebiega ulica Kwaśna, leżał w obrębie łąk należących do wsi Gajowice (Gabitz). Prawdopodobnie na początku XVIII wieku odkryto w tym miejscu źródło wody słabo mineralizowanej – żelazisto-kwasowęglowej (akratopega), Sauerbrunn (Kwaśne Źródło). Według innej publikacji pierwsza wzmianka o źródle pochodzi z 1806 r.  Gajowice włączono do miasta w 1868 .
Na planie miasta z 1901 r. widnieje już Sauerbrunn (Kwaśne Źródło) i budynek szkoły przy dzisiejszej ulicy Jemiołowej 57. Jest również widoczna droga w pewnym przybliżeniu przebiegająca na śladzie dzisiejszej ulicy Kwaśnej oraz fragment drogi stanowiącej późniejsza ulicę Sprudelstraße (ulica Karasia – współcześnie nieistniejąca). Z czasem przy wspomnianym źródle i stawie urządzono park – Park przy Kwaśnym Źródle.
Późniejszy układ zabudowy przy ulicy wykształcił się w do lat 30. XX wieku. Była to zabudowa ciągła, pierzejowa wzdłuż ulicy Kwaśnej i ulic powiązanych, z wyłączeniem strony południowo-wschodniej, gdzie w rejonie skrzyżowania z ulicą Sprudelstraße (ulica Karasia) znajdowały się kolejno: Städtisch Marstall (stajnie miejskie) oraz Sauerbrunn teich (staw Kwaśne Źródło). Plac zabaw Spielplatz Grabitzer Sauerbrunn znajdował się dalej pomiędzy ulicą Sprudelstraße (ulica Karasia), a ulicą Yorckstraße (ulica Jemiołowa). Dalej wzdłuż ulicy Kwaśnej po stronie południowo-wschodniej powstała zabudowa z lat 1926-1931 w ramach osiedla robotniczego Sauerbrunn-Viertel (Am Sauerbrunn). Inaczej też zagospodarowana była strona północno-zachodnia odcinka od ulicy Kopischstraße (ulica Stalowa) do ulicy Charlottenstraße (ulica Krucza), gdzie nie było jeszcze zabudowy.
Warto przy tym zaznaczyć, że w obrębie ulic Stalowej, Kwaśnej, Kruczej i Oporowskiej oraz kolejowej towarowej obwodnicy Wrocławia planowano budowę Parku Sportowego Grabiszyn. Początkowo przyjęto dla projektowanego założenia nazwę Volkspark am Sauberbrunn, czyli park ludowy przy kwaśnym źródle jako nawiązanie do istniejącego, wyżej wymienionego parku. Projekt został zrealizowany tylko częściowo. Powstał stadion przy Oporowskiej oraz fragment promenady biegnącej wzdłuż torów kolejowych, gdzie posadzono szpalery drzew. Na pozostałym terenie urządzono ogródki działkowe.
W wyniku działań wojennych prowadzonych podczas oblężenia Wrocławia w 1945 r. znaczna część zabudowy uległa zniszczeniu. Zachowała się jednak część budynków przy końcowym odcieku ulicy obejmująca osiedle robotnicze Sauerbrunn-Viertel. W tym drugim przypadku mniejsza liczba zniszczonych budynków wynikała z faktu, iż ta część miasta została zdobyta przez Armię Czerwoną stosunkowo wcześnie, bo już w lutym 1945 r., a kolejne walki skutkowały zniszczeniami w dalszej części miasta.
Po 1945 r. został zasypany staw Kwaśnego Źródła , a teren przeznaczono na potrzeby urządzenia boiska i innych obiektów zewnętrznych: wschodni (dawny plac zabaw) dla Szkoły Podstawowej nr 57 działającej w pierwszym z budynków przy ulicy Jemiołowej 57 w zespole szkół ludowych oraz zachodni (w miejscu gdzie był staw) dla działającej w drugim z budynków Szkoły Podstawowej nr 33, a następnie Liceum Ogólnokształcącego nr VII, które działały w drugim ze wspomnianych wyżej budynków szkolnych, położonym przy ulicy Kruczej 49 . W latach 60. i 70. XX wieku nastąpiła odbudowa osiedla – osiedle mieszkaniowe „Gajowice”. W 2019 r. oddzielono obszar za garażami po południowo-wschodniej stronie ulicy z części terenu szkolnego i w okresie od 27 II 2019 do 22 IX 2021 urządzono na nim park kieszonkowy .

## Nazwy
W swojej historii ulica nosiła następujące nazwy:
- Sauerbrunn[9][22] / Sauerbrunnstraße[2], do 15 maja 1946[23]
- Kwaśna, od 15 maja 1946[22][23].

Nazwa niemiecka ulicy Sauerbrunn odnosiła się wprost do położonego po stronie południowo-wschodniej od ulicy tzw. kwaśnego źródełka – Sauerbrunn / Sauerbrunnen – z parkiem, stawem, wypożyczalnią łódek, pawilonem i innymi elementami popularnego miejsca rekreacji  . Współczesna nazwa ulicy – ulica Kwaśna – została nadana przez Zarząd Wrocławia i ogłoszona w okólniku nr 33 z 15 V 1946 r. i również odnosi się do powyższego źródła wody, choć już nieistniejącego. Wskazuje się, że nazwa ta współcześnie jest jedynym śladem istnienia w tym rejonie kwaśnego źródła wody mineralnej  .

## Położenie, otoczenie i zagospodarowanie
Ulica Kwaśna przebiega przez obszar osiedla Gajowice, w dawnej dzielnicy Fabryczna we Wrocławiu, w jednostce urbanistycznej Śródmieście Południowe. Są to obszary zaliczane zarówno do osiedli kameralnych z dominacją zabudowy komponowanej, jak i częściowo do wielkich osiedli blokowych, o stosunkowo dużej gęstości zaludnienia. Przy czym na zabudowę położoną w rejonie ulicy Kwaśnej składają się budynki mieszkalne powstałe w ramach budowy osiedla mieszkaniowego Gajowice z lat 60. i 70. XX wieku oraz budynki osiedla robotniczego z lat 20. i 30. XX wieku. 
Przy samej ulicy Kwaśnej znajdują się budynki osiedla mieszkaniowego Gajowice. Są to wieloklatkowe budynki mieszkalne o pięciu kondygnacjach nadziemnych położonych zarówno równolegle do ulicy jak i prostopadle do ulicy. Posadowione są tu także niewielkie zespoły garaży jednostanowiskowych i małe pawilony handlowe. Taki rodzaj zabudowy znajduje się po stronie północno-zachodniej przy odcinku od ulicy Grochowej do ulicy Stalowej oraz po stronie południowo-wschodniej przy ulicy Grochowej. Dalej po tej stronie ulicy znajduje się zespół parterowych, jednostanowiskowych garaży, za którym znajduje się park kieszonkowy i tereny szkolne (szkoła podstawowa przy ulicy Jemiołowej 57 i liceum ogólnokształcące przy ulicy Kruczej 49)  . Od tego miejsca aż do ulicy Kruczej znajduje się zabudowa dawnego osiedla robotniczego, z budynkami mieszkalnymi od trzech do pięciu kondygnacji nadziemnych. Część tej zabudowy wpisana jest do gminnej ewidencji zabytków. Po stronie północno-zachodniej przy odcinku od ulicy Stalowej do ulicy Kruczej rozciąga się teren rodzinnych ogrodów działkowych i przy końcu ulicy kolejny zespół garaży.

## Droga
Ulica Kwaśna jest drogą publiczną, której przypisano kategorię drogową jako gminną (numer drogi: 106085D, numer ewidencyjny drogi: G1060850264011). Ma 484  m długości. Położona jest na dwóch działkach ewidencyjnych. Odcinek ulicy od ulicy Grochowej do ulicy Stalowej leży na działce o polu powierzchni wynoszącym 4 422 m2, natomiast odcinek od ulicy Stalowej do ulicy Kruczej na działce o powierzchni 2 641 m², co łącznie daje 7 063 m² pola powierzchni terenu zajmowanego przez pas drogowy ulicy. Teren, przez który przebiega, leży na wysokości bezwzględnej od około 120,0 do 121,6 m n.p.m.. Ulicę określa się jako ulica istotną dla spójności przestrzeni publicznej osiedla, stanowiącą połączenie rowerowe oraz ważne połączenie piesze. Na odcinku od ulicy Grochowej do ulicy Stalowej (wraz z ulicą Altanową) oraz od ulicy Stalowej do ulicy Kruczej objęta jest strefą ograniczenia prędkości do 30 km/h.

## Układ drogowy
Ulica Kwaśna biegnie od ulicy Grochowej do ulicy Kruczej. Łączy się z następującymi drogami:
| powiązanie   | kierunek przemieszczania | droga | nr drogi                 | foto | opis                                                         |
| ------------ | ------------------------ | --- | ------------------------ | ---- | ------------------------------------------------------------ |
| kontynuacja  | ↓ ↑                      | łącznik ulicy Żelaznej ciąg pieszy lub pieszo-rowerowy na śladzie dawnej ulicy Karasiej (a wcześniej Sprudelstraße) | nie dotyczy (wewnętrzna) |      | na wprost (widok od ulicy Żelaznej w kierunku ulicy Kwaśnej) |
| skrzyżowanie | ← →                      | ulica Grochowa | 105476D                  |      |                                                              |
| skrzyżowanie | ←                        | ulica Altanowa | 105903D                  |      |                                                              |
| skrzyżowanie | ← →                      | ulica Stalowa | 106264D                  |      | na wprost i dół zdjęcia                                      |
| skrzyżowanie | ← →                      | ulica Krucza | 105526D                  |      |                                                              |

## Zieleń urządzona, rekreacja
Przy ulicy oraz w najbliższym otoczeniu znajdują się następujące tereny zieleni urządzonej i rekreacji:
| Obiekt | Powierzchnia | foto |
| --- | --- | ---- |
| tereny szkole z zabudową, boiskami i innymi urządzeniami strona południowo-wschodnia za garażami przy odcinku od ulicy Grochowej do ulicy Stalowej (część terenu dawnego Parku przy Kwaśnym Źródle)                                                      | 2,6473 ha (26 471 m2), w ramach której 0,7927 ha to inne tereny zabudowane, a 1,8546 ha to tereny rekreacyjno-wypoczynkowe, łączna powierzchnia zabudowy wynosi 4 793 m² |      |
| park kieszonkowy przy ulicy Kwaśnej (Zieleniec przy ul. Kwaśnej) strona południowo-wschodnia za garażami przy odcinku od ulicy Grochowej do ulicy Stalowej (część terenu dawnego Parku przy Kwaśnym Źródle) wnętrze z zielenią, ważny dziedziniec, ogród | około 0,5 ha |      |
| wnętrze przy ulicy Stalowej strona południowo-wschodnia za budynkiem przy ulicy Kwaśnej 2-4a, wnętrze z zielenią, ważny dziedziniec, ogród | brak danych |      |
| ROD "Gajowcie" (obszar standardu zieleni, rodzinny ogród działkowy) przy odcinku od ulicy Stalowej do ulicy Kruczej po stronie północno-zachodniej rodzinny ogród działkowy: zieleń dominująca, obszar przyrodniczo-wypoczynkowy                         | 111 637 m² |      |
| wnętrze bloku zabudowy strona południowo-wschodnia za budynkami przy ulicy Kwaśnej 6-16, z indywidualnym rozwiązaniem zieleni i obwiedzionym szpalerem lip                                                                                               | brak danych |      |

## Ochrona i zabytki
Ulica Kwaśna na odcinku od ulicy Stalowej do ulicy Kruczej wraz z południowo-wschodnim obszarem, oraz obszar po południowo-wschodniej stronie za garażami i za budynkiem od numer 2 do 4a położone są w obrębie dzielnicy Południe podlegającym ochronie w ramach gminnej ewidencji zabytków jako zespół urbanistyczny kształtowany według dostępnych wzmianek od XIII wieku, a później w latach 80. XIX wieku i po 1945 r. W szczególności ochronie podlega historyczny układ urbanistyczny dzielnicy w rejonie alei generała Józefa Hallera oraz ulic Powstańców Śląskich i Sztabowej oraz placu Powstańców Śląskich, którego stan zachowania ocenia się jako dobry. Przy ulicy i w najbliższym sąsiedztwie znajdują się następujące zabytki:
| obiekt, położenie                                    | powstanie, nr rej.                                                                   | fotografia |
| ---------------------------------------------------- | ------------------------------------------------------------------------------------ | ---------- |
| Budynek mieszkalny ulica Stalowa 6-8                 | lata 1926-1928 (projekt Wachlich) gez – rodzaj ochrony: inny                         |            |
| Budynek mieszkalny ulica Kwaśna 6                    | 1926 r. gez – rodzaj ochrony: inny                                                   |            |
| Budynek mieszkalny ulica Kwaśna 8-10-12-14-16        | 1926 r. gez – rodzaj ochrony: inny                                                   |            |
| Budynek mieszkalny ulica Krucza 61-63-65-67-69-71-73 | 1926 r. (projekt B.D.A. Wahlich und Grau), lata 1927-1930 gez – rodzaj ochrony: inny |            |

## Demografia
Ulica przebiega przez kilka rejonów statystycznych o wysokim stopniu zaludnienia przy czym dane pochodzą z 31.12.2021 r.
| Rejon statystyczny nr | Ilość osób zameldowanych | Gęstość zaludnienia [lud./km²] | położenie                                                                      |
| --------------------- | ------------------------ | ------------------------------ | ------------------------------------------------------------------------------ |
| 930810                | 497                      | 7 912                          | strona południowo-wschodnia, przy budynku ulica Grochowa 18-22                 |
| 930840                | 812                      | 9 637                          | strona południowo-wschodnia, od budynku ulica Grochowa 18-22 do ulicy Stalowej |
| 930830                | 746                      | 20 302                         | strona północno-zachodnia, od ulicy Grochowa do ulicy Stalowej                 |
| 930830                | 553                      | 2 487                          | obie strony, od ulicy Stalowej do ulicy Kruczej                                |

## Baza TERYT
Dane Głównego Urzędu Statystycznego z bazy TERYT, spis ulic (ULIC):
- województwo: DOLNOŚLĄSKIE (02)
- powiat: Wrocław (0264)
- gmina/dzielnica/delegatura: Wrocław (0264011) gmina miejska; Wrocław-Fabryczna (0264029) delegatura
- Miejscowość podstawowa: Wrocław (0986283) miasto; Wrocław-Fabryczna (0986290) delegatura
- kategoria/rodzaj: ulica
- Nazwa ulicy: ul. Kwaśna (10546)[24][25].